# Pod Cmentarzem (Strawczyn)
Pod Cmentarzem – część wsi Strawczyn w Polsce położona w województwie świętokrzyskim, w powiecie kieleckim, w gminie Strawczyn.
W latach 1975–1998 Pod Cmentarzem administracyjnie należało do województwa kieleckiego.